# Celina slossoni
Celina slossoni är en skalbaggsart som beskrevs av Mutchler 1918. Celina slossoni ingår i släktet Celina och familjen dykare. Inga underarter finns listade i Catalogue of Life.